# The Gathering (Band)
The Gathering (engl. für Die Versammlung oder Die Zusammenkunft) ist eine Rockband aus der niederländischen Stadt Oss. Die 1989 gegründete Band durchlebte im Verlauf der Bandgeschichte zahlreiche Stilwechsel von Death Metal über Doom hin zu progressivem Rock. In Anlehnung an das Genre Trip-Hop nannte die Band ihren Stil selbst auch „Trip Rock“. Die Diskografie der Band umfasst zehn Studioalben und drei DVDs. Im Jahr 1999 gründeten The Gathering mit Psychonaut Records ihre eigene Plattenfirma.

## Geschichte

### Gründung,AlwaysundAlmost a Dance(1989–1994)
Im Jahr 1989 beschlossen die Brüder Hans (Schlagzeug) und René Rutten (Gitarre) zusammen mit Sänger Bart Smits, eine Band zu gründen. Kurze Zeit später schlossen sich Hugo Prinsen Geerligs (Bass), Jelmer Wiersma (Gitarre) und Frank Boeijen (Keyboards) der Band an.
Die Band probte einmal in der Woche in der Nähe der holländischen Kleinstadt Oss. Ihre Liebe für Metal und ihr Wille zum Experimentieren sollte sich als fruchtbare Basis für die Band erweisen. 1990 nahm die Band ihre erste Demokassette An Imaginary Symphony auf. Zu dieser Zeit war die Verwendung von Keyboards in metalorientierter Musik noch recht unüblich. Dennoch waren die Resonanzen durchweg positiv. Im Januar 1991 spielte die Band ihr erstes Konzert in der Kleinstadt Heesch als Vorgruppe für Deadhead und Invocator. Drei Monate später nahm die Band ihr zweites Demo Moonlight Archer auf. Die Band spielte Konzerte als Vorgruppe für Bands wie Samael, Morbid Angel und Death.
Die Band unterschrieb einen Plattenvertrag mit Foundation 2000. Im Jahre 1992 wurde das Debütalbum Always… veröffentlicht; mit Marike Groot wurde eine Sängerin als Gegenpart zu Bart Smits verpflichtet. Das Album ermöglichte der Band, viele Konzerte zu spielen, unter anderen auch in Belgien und Israel. Da die Zusammenarbeit mit Smits und Groot nicht funktionierte, verließen beide die Band. Ein Jahr später erschien mit Almost a Dance das zweite Studioalbum. Es stellte sich allerdings heraus, dass die Stimmen der neuen Sänger Niels Duffhues und Martine van Loon nicht zur Musik passten. Beide verließen später die Band.

### Mandylion,Nighttime BirdsundHow to Measure a Planet?(1994–1999)

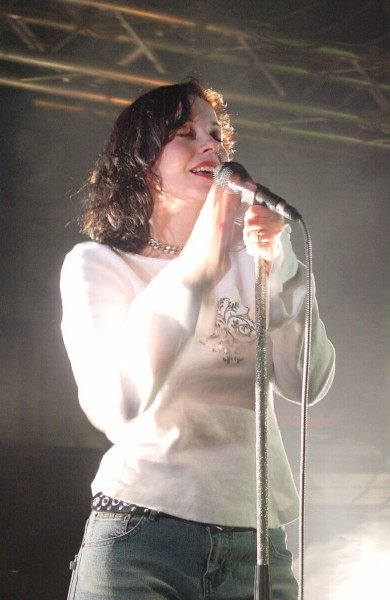
Die langjährige The-Gathering-Sängerin Anneke van Giersbergen in Ludwigsburg, 2003

1994 traf die Band auf die Sängerin Anneke van Giersbergen. Ihre Stimme passte hervorragend zur atmosphärischen Musik, so dass sie den vakanten Gesangsposten bekam. Die deutsche Plattenfirma Century Media gab der Band einen Vertrag. Das dritte Album Mandylion erschien 1995 und war besonders in den Niederlanden sehr erfolgreich. Die Singleauskopplung „Strange Machines“ schaffte es wie das Album in die niederländischen Charts. Ausgiebige Tourneen brachten die Band in alle Teile ihres Heimatlandes sowie nach Belgien und nach Deutschland. Die Erwartungen an ein neues Album waren hoch.
Nighttime Birds erschien 1997. Das Album ähnelt musikalisch dem Vorgänger und entpuppte sich ebenfalls als Erfolg. Die Tourneen wurden länger und brachten die Band nach Osteuropa, Frankreich, Italien und in weitere europäische Länder.
Zu dieser Zeit nahmen gravierende Veränderungen ihren Lauf. Jelmer Wiersma entschloss sich im Juli 1998, die Band zu verlassen. Die Band experimentierte mit neuen Ideen, anderen Instrumenten und Aufnahmetechniken. Das Ergebnis war die Albumaufnahme How to Measure a Planet?, das im Herbst 1998 als Doppelalbum erschien. Das Album erhielt positive Reaktionen von der Musikpresse. Im Sommer 1999 spielte die Band 14 Konzerte in den USA.

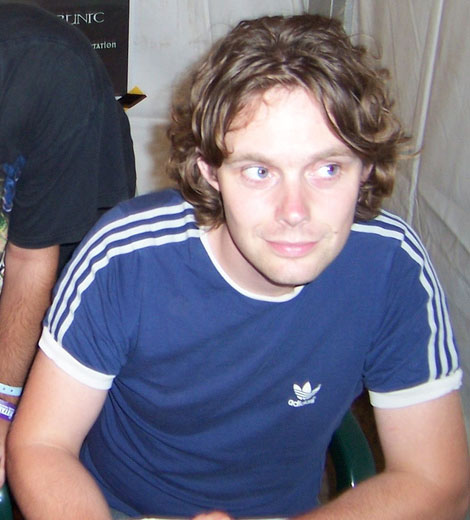
Keyboarder Frank Boeijen bei einer Autogrammstunde, 2006

Genervt von der Musikindustrie, entschloss die Band sich, die Geschäfte in die eigenen Hände zu nehmen und gründete mit Psychonaut Records ihre eigene Plattenfirma. 1999 wurde das Debütalbum Always wiederveröffentlicht, ein Jahr später folgte Almost a Dance. Beide Alben wurden remastert und mit neuem Artwork versehen. Da ihr Vertrag mit Century Media noch nicht abgelaufen war, erschien im Jahr 1999 das Livealbum Superheat. Das Gros der Lieder stammt vom Studioalbum How to Measure a Planet?, der Rest von Mandylion und Nighttime Birds. Aufgenommen wurden die Lieder 1999 in den Niederlanden.

### if_then_else,SouvenirsundHome(2000–2007)
Ein weiteres Kapitel der Bandgeschichte folgte mit dem sechsten Studioalbum if then else, veröffentlicht 2000. Es folgte eine fünfzehn Monate lange Tour quer durch Europa und Mexiko. Die Tour endete im Oktober 2001, als die Band durch kleine niederländische Clubs tingelte. Danach nahm sich die Band eine Pause. Zum zwölfeinhalbjährigen Bandjubiläum veröffentlichte die Band die EP Black Light District auf ihrem eigenen Label.
In der Zwischenzeit veröffentlichte Century Media die DVD In Motion mit zwei nicht vollständigen Konzerten (Dynamo Open Air 1996 sowie Kattowitz 1997), zwei Videoclips und einer Diskografie. Da die Band nicht über die Veröffentlichung informiert war, betrachtet sie diese DVD als Bootleg.
Im Frühjahr 2003 wurde das siebte Studioalbum Souvenirs veröffentlicht. Ende 2003 verkündete Hugo Prinsen Geerligs seinen Ausstieg. Er wurde durch Marjolein Kooijman ersetzt.
Ein Jahr später veröffentlichte die Band das halbakustische Livealbum Sleepy Buildings – A Semi Acoustic Evening. Dieses Album wurde an zwei aufeinanderfolgenden Abenden in der niederländischen Stadt Nijmegen aufgenommen. Sleepy Buildings wurde genau wie die Kompilation Accessories – Rarities & B-Sides von Century Media veröffentlicht.

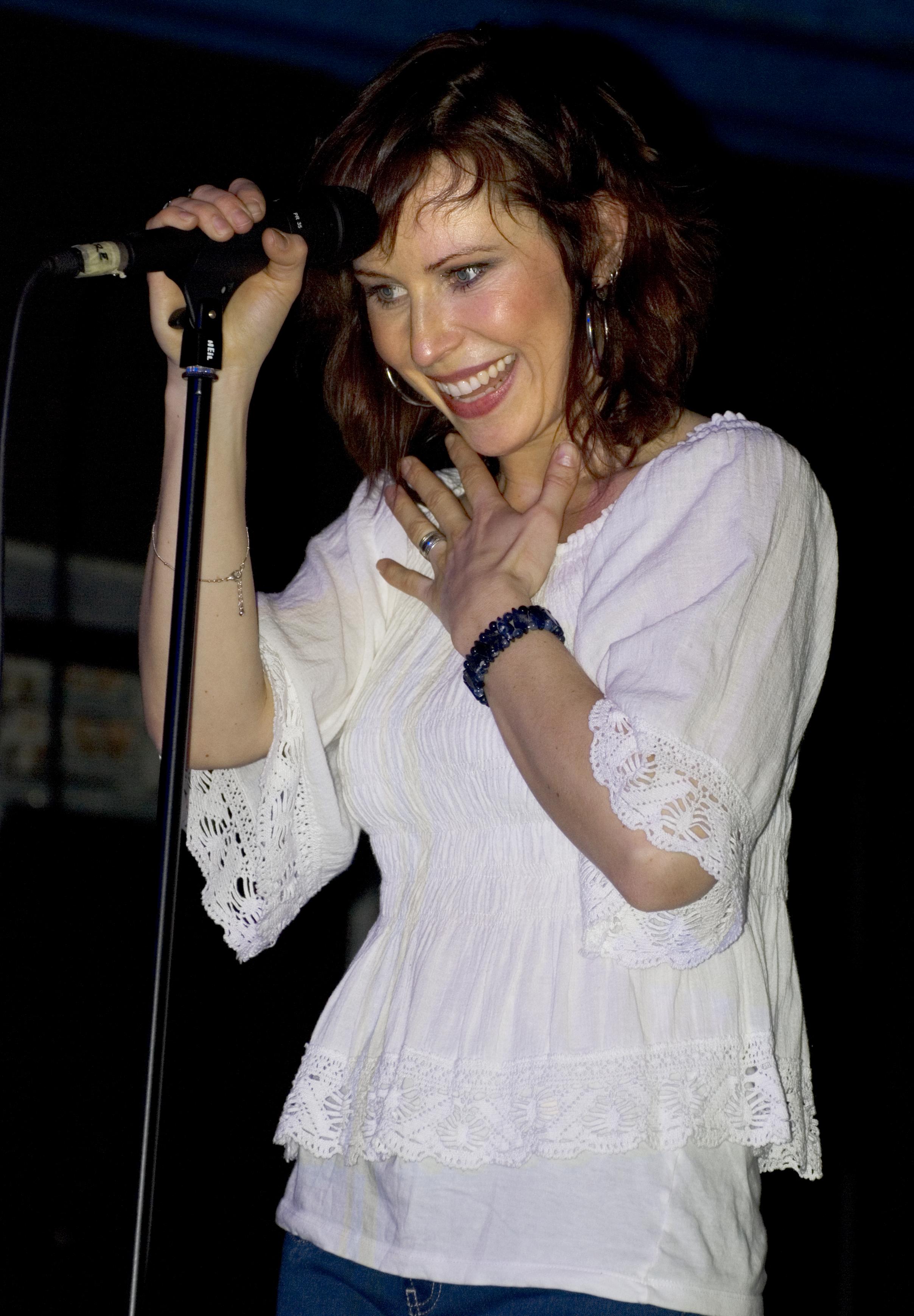
Silje Wergeland wurde 2009 als neues, festes Mitglied der Band vorgestellt

Im Herbst 2005 wurde die Doppel-DVD A Sound Relief veröffentlicht. Die erste DVD enthält ein Konzert, bei dem die Band eher ruhigere, melancholische Lieder spielt. Als passendes Gegenstück wurde im November 2007 die DVD A Noise Severe mit den eher rockigen, härteren Songs auf den Markt gebracht. Am 13. April 2006 erschien das achte Studioalbum, welches den Namen Home trägt. Für dieses Album hat die Band einen Vertriebsvertrag mit Sanctuary Records unterzeichnet. Die für April geplanten Deutschlandkonzerte im Rahmen ihrer Europatournee wurden aufgrund einer Erkrankung von Anneke van Giersbergen ersatzlos abgesagt.

### The West Pole(2007–heute)
Am 5. Juni 2007 gab die langjährige Sängerin Anneke van Giersbergen bekannt, dass sie die Band im August verlassen wird, da sie sich künftig mit ihrer neuen Band Agua de Annique beschäftigen will. Das letzte Konzert mit van Giersbergen spielte die Band am 4. August 2007 beim Ankkarock-Festival in Vantaa. Die Band begab sich im Anschluss auf die Suche nach einem Ersatz für van Giersbergen.
Im Mai 2008 gaben The Gathering auf ihrer Homepage bekannt, dass sie derzeit an zwei verschiedenen Alben arbeiten, welche mit verschiedenen Sängern eingespielt werden. Die neue Sängerin Silje Wergeland wurde am 12. März 2009 vorgestellt. Die Norwegerin sang zuvor in der Doom-Metal-Band Octavia Sperati. Das neunte Studioalbum The West Pole wurde im Mai 2009 veröffentlicht, das zehnte Album Disclosure folgte im September 2012.
Am 9. November 2014 spielten The Gathering ein Jubiläumskonzert anlässlich des 25. Bestehens der Band. Bei diesem Konzert standen alle vier Sängerinnen und Sänger der Band (Bart Smits, Marike Groot, Anneke van Giersbergen and Silje Wergeland) sowie weitere ehemalige Musiker gemeinsam mit der Band auf der Bühne. Das Konzert wurde als Live-Album unter dem Titel TG25: Live at Doornroosje veröffentlicht. Später im Jahr 2014 verließ Bassistin Marjolein Kooijman die Band. Seit 2018 ist der frühere Bassist Hugo Prinsen Geerligs wieder Teil der Band.
Im Oktober 2021 gab die Band bekannt, dass das neue Album mit dem Titel Beautiful Distortion im Frühjahr 2022 erscheinen werde. Die erste Single In Colour erschien am 14. Oktober 2021.

### Reunion der Mandylion-Besetzung zum 30-jährigem Jubiläum
2025 vereinigte sich die Band im originalen Line-up des Mandylion-Albums, um das Jubiläum mit wenigen Konzerten in den Niederlanden zu feiern. Das erste Konzert findet am 29. Juni 2025 im Dynamo Club Eindhoven statt. Im August 2025 folgen dann in fünf Tagen in Folge die Konzerte im Doornroosje (Nijmegen).

## Diskografie
Studioalben

| Jahr | Titel Musiklabel                        | Höchstplatzierung, Gesamtwochen, AuszeichnungChartplatzierungen (Jahr, Titel, Musiklabel, Platzierungen, Wochen, Auszeichnungen, Anmerkungen) | Höchstplatzierung, Gesamtwochen, AuszeichnungChartplatzierungen (Jahr, Titel, Musiklabel, Platzierungen, Wochen, Auszeichnungen, Anmerkungen) | Anmerkungen                                              |
| Jahr | Titel Musiklabel                        | DE | NL | Anmerkungen                                              |
| ---- | --------------------------------------- | --- | --- | -------------------------------------------------------- |
| 1992 | Always… Foundation 2000                 | — | — | Erstveröffentlichung: 9. Juni 1992                       |
| 1993 | Almost a Dance Foundation 2000          | — | — | Erstveröffentlichung: 2. Oktober 1993                    |
| 1995 | Mandylion Century Media                 | — | NL20 Gold · (39 Wo.)NL | Erstveröffentlichung: 28. August 1995 Verkäufe: + 15.000 |
| 1997 | Nighttime Birds Century Media           | DE80 (3 Wo.)DE | NL12 (10 Wo.)NL | Erstveröffentlichung: 15. Mai 1997                       |
| 1999 | How to Measure a Planet? Century Media  | DE99 (1 Wo.)DE | NL45 (4 Wo.)NL | Erstveröffentlichung: 9. November 1998                   |
| 2000 | If then else Century Media              | DE76 (1 Wo.)DE | NL47 (4 Wo.)NL | Erstveröffentlichung: 3. Juli 2000                       |
| 2003 | Souvenirs Psychonaut Records            | DE90 (1 Wo.)DE | NL47 (5 Wo.)NL | Erstveröffentlichung: 24. Februar 2003                   |
| 2006 | Home Psychonaut Records                 | — | NL34 (4 Wo.)NL | Erstveröffentlichung: 15. April 2006                     |
| 2009 | The West Pole Psychonaut Records        | — | NL98 (1 Wo.)NL | Erstveröffentlichung: 4. Mai 2009                        |
| 2012 | Disclosure Psychonaut Records           | — | — | Erstveröffentlichung: 12. September 2012                 |
| 2013 | Afterwords Psychonaut Records           | — | — | Erstveröffentlichung: 5. Oktober 2013                    |
| 2022 | Beautiful Distortion Psychonaut Records | — | — | Erstveröffentlichung: 22. April 2022                     |